# Autoroute Berrechid - Beni Mellal
Pour les articles homonymes, voir Autoroute A4 et A4.
L'autoroute A4 Berrechid - Beni Mellal ou autoroute du Phosphate est une autoroute marocaine qui relie la ville de Berrechid (située à 30 km de Casablanca) à Khouribga et à Beni Mellal.
Lancé le 12 avril 2010, le premier tronçon (95 km) de l'autoroute reliant Khouribga à Beni Mellal, est inauguré le 17 mai 2014 par le roi Mohammed VI à Beni Mellal, tandis que le deuxième tronçon (77 km) reliant Khouribga à Berrechid a été mis en circulation le 16 juillet 2015.

## Impact socio-économique
Cette autoroute vise à accompagner le développement des régions qui s'étalent jusqu'au pied du Moyen et Haut Atlas, à décongestionner le trafic sur la route nationale N12 et à lier la région de Chaouia-Ouardigha connue par son grand potentiel industriel (Phosphate) et de Tadla-Azilal qui regorgent de grandes potentialités agricoles et touristiques au réseau autoroutier du Maroc.
Avec un trafic estimé à 4 400 véhicules par jour (2015), le tronçon dessert successivement les villes de Ben Ahmed, Khouribga, Oued Zem, Bejaâd et Kasba Tadla. Il comprend 7 échangeurs et 3 ouvrages d'art de traversée sur les fleuves Oum Errabiaa, Oued Derna et Oued Oum Errabia Bouqroum ainsi que 28 passages souterrains et aériens.

## Sorties
D'une longueur de 174 km, ce tronçon dessert les villes suivantes :
| Elément                                          | Kilomètre                                        | Itinéraire                                                                 | Routes                                           |
| Autoroute Berrechid - Béni Mellal (2×2) : 174 km | Autoroute Berrechid - Béni Mellal (2×2) : 174 km | Autoroute Berrechid - Béni Mellal (2×2) : 174 km                           | Autoroute Berrechid - Béni Mellal (2×2) : 174 km |
| ------------------------------------------------ | ------------------------------------------------ | -------------------------------------------------------------------------- | ------------------------------------------------ |
| Échangeur entre A3, A4 et AT                     | km 0                                             | بــرشــيــد مــراكــــش أڭـــاديـــر Berrechid Marrakech Agadir            | A3                                               |
| Échangeur entre A3, A4 et AT                     | km 0                                             | مطــار محمد الخامس الدار البيضــاء Aéroport Mohammed V Casablanca          | A3                                               |
| Échangeur entre A3, A4 et AT                     | km 0                                             | Échangeur vers l'autoroute Tit Mellil - Berrechid en construction          |                                                  |
| Aire de service                                  | km 16                                            | Aire de service Ben Ahmed                                                  |                                                  |
| 438                                              | km 38                                            | بـن أحـمـد الــڭـارة الـبـــروج Ben Ahmed El Gara El Borouj                | N23                                              |
| Oued                                             | km 53                                            | Oued Arich                                                                 |                                                  |
| Aire de service                                  | km 72                                            | Aire de service Khouribga                                                  |                                                  |
| 477                                              | km 77                                            | خريــبــڭــة Khouribga                                                     | 403                                              |
| 4107                                             | km 107                                           | وادي زم الرماني عبـر ط و 25 Oued Zem Rommani par N25                       | N25                                              |
| 4117                                             | km 117                                           | وادي زم عبر ط و 12 أبـي الجعد عبر ط و 12 Oued Zem par N12 Bejaâd par N12   | N12                                              |
| Aire de service                                  | km 119                                           | Aire de service Oued Zem                                                   |                                                  |
| Oued                                             | km 134                                           | Oued Bougroum                                                              |                                                  |
| 4135                                             | km 135                                           | أبــي الــجعـد الفـقيه بـن صالح عبر ط ج 310 Bejaâd Fquih Ben Saleh par 310 | 310                                              |
| 4151                                             | km 151                                           | قـصـبـة تـادلة خـنـيـفـرة Kasba Tadla Khénifra                             | 308                                              |
| Oued                                             | km 157                                           | Oued Oum Rbia                                                              |                                                  |
| Oued                                             | km 169                                           | Oued Derna                                                                 |                                                  |
| Péage                                            | km 171                                           | Gare de péage de Béni Mellal                                               |                                                  |
| Échangeur entre A4 et N8 · Fin d'autoroute       | km 172                                           | بـنـي مـلال Béni Mellal                                                    | N8                                               |

## Détail des aires d'autoroutes
| Commentaire      | Autres                                                             | Restauration                              | Carburant        | Equipement aire de repos | Localisation                                         | Type                      | Aire                      | Type                        | Localisation                                         | Equipement aire de repos    | Carburant                   | Restauration                    | Autres                                                             | Commentaire                 |
| Vers Béni Mellal | Vers Béni Mellal                                                   | Vers Béni Mellal                          | Vers Béni Mellal | Vers Béni Mellal         | Vers Béni Mellal                                     | Vers Béni Mellal          | Aire                      | Vers Berrechid - Casablanca | Vers Berrechid - Casablanca                          | Vers Berrechid - Casablanca | Vers Berrechid - Casablanca | Vers Berrechid - Casablanca     | Vers Berrechid - Casablanca                                        | Vers Berrechid - Casablanca |
| ---------------- | ------------------------------------------------------------------ | ----------------------------------------- | ---------------- | ------------------------ | ---------------------------------------------------- | ------------------------- | ------------------------- | --------------------------- | ---------------------------------------------------- | --------------------------- | --------------------------- | ------------------------------- | ------------------------------------------------------------------ | --------------------------- |
|                  | Aire de jeux, mosquée, borne de recharge pour voitures électriques | Restaurant O'Good Food + Boutique Marhaba | Ola Energy       | Oui                      | km 16 (16 km après l'échangeur A3 - A4 de Berrechid) | Aire de service Ben Ahmed | Aire de service Ben Ahmed | Aire de service Ben Ahmed   | km 16 (16 km avant l'échangeur A3 - A4 de Berrechid) | Oui                         | Petromin Oils               | Restaurant Al Baraka + Boutique | Aire de jeux, mosquée                                              |                             |
|                  | Aire de jeux, mosquée,                                             | Restaurant + Boutique L'Escale            | Petrom           | Oui                      | km 72 (5 km avant Khouribga)                         | Aire de service Khouribga | Aire de service Khouribga | Aire de service Khouribga   | km 72 (5 km après Khouribga)                         | Oui                         | Petromin Oils               | Restaurant Al Baraka + Boutique | Aire de jeux, mosquée                                              |                             |
|                  | Aire de jeux, mosquée,                                             | Restaurant + Boutique L'Escale            | Petrom           | Oui                      | km 119 (2 km après la 4117 de la N12 vers Oued Zem)  | Aire de service Oued Zem  | Aire de service Oued Zem  | Aire de service Oued Zem    | km 119 (2 km avant la 4117 de la N12 vers Oued Zem)  | Oui                         | Ola Energy                  | Restaurant + Boutique Marhaba   | Aire de jeux, mosquée, borne de recharge pour voitures électriques |                             |

## Tracé
- Tracé de l'Autoroute A4 : Berrechid - Khouribga - Beni Mellal[3]

| Nom inaugural | Nom actuel | Section                 | État (2020)       | Longueur |
| ------------- | ---------- | ----------------------- | ----------------- | -------- |
| A8            | A4         | Berrechid – Khouribga   | En service (2015) | 77 km    |
| A8            | A4         | Khouribga – Béni Mellal | En service (2014) | 95 km    |

## Financement
Le coût de réalisation de l'autoroute est estimé à 6,05 milliards MAD.